# Malaysian Open 2015
Il Malaysian Open 2015 è stato un torneo di tennis giocato su campi in cemento indoor. È stata la 7ª edizione del Malaysian Open, che fa parte della categoria ATP World Tour 250 series nell'ambito dell'ATP World Tour 2015. Si è giocato al Bukit Jalil Sports Complex di Kuala Lumpur in Malaysia dal 28 settembre al 4 ottobre 2015.

## Partecipanti

### Teste di serie
| Nazionalità | Giocatore       | Ranking | Testa di serie* |
| ----------- | --------------- | ------- | --------------- |
| Spagna      | David Ferrer    | 8       | 1               |
| Spagna      | Feliciano López | 16      | 2               |
| Croazia     | Ivo Karlović    | 18      | 3               |
| Bulgaria    | Grigor Dimitrov | 19      | 4               |
| Serbia      | Viktor Troicki  | 22      | 5               |
| Francia     | Jérémy Chardy   | 26      | 6               |
| Australia   | Nick Kyrgios    | 42      | 7               |
| Canada      | Vasek Pospisil  | 46      | 8               |

* Le teste di serie sono basate sul ranking al 21 settembre 2015.

### Altri partecipanti
I seguenti giocatori hanno ricevuto una wildcard per il tabellone principale:
- Nicolás Almagro
- Ivo Karlović
- Ramkumar Ramanathan

I seguenti giocatori sono passati dalle qualificazioni:

- Michał Przysiężny
- Yūichi Sugita
- Yasutaka Uchiyama
- Miša Zverev

## Campioni

### Singolare
David Ferrer ha sconfitto in finale  Feliciano López per 7-5, 7-5.
- È il venticinquesimo titolo in carriera per Ferrer, il quarto del 2015.

### Doppio
Treat Huey /  Henri Kontinen hanno sconfitto in finale  Raven Klaasen /  Rajeev Ram per 7–6(4), 6-2.